# Roger Lapointe
Roger Lapointe né à Ferme-Neuve en 1940, est un enseignant et homme politique québécois. Il a été député de la circonscription de Laurentides-Labelle de 1973 à 1976, sous la bannière du Parti libéral du Québec.

## Biographie
Roger Lapointe obtient un baccalauréat ès arts en 1961 et est diplômé en pédagogie de l'Université Laval depuis 1962. En 1971, il obtient une licence en administration scolaire de l'Université de Montréal.
Il entame sa carrière en tant que professeur de mathématiques et de sciences à la Commission scolaire régionale Henri-Bourassa à Mont-Laurier de 1962 à 1966. Par la suite, il devient coordonnateur de l'enseignement de 1966 à 1970, et directeur des services de l'enseignement de 1970 à 1973.
Pendant sa carrière, il occupe de nombreuses fonctions. Il est notamment fondateur et président de l'Association des enseignants de la Commission scolaire Henri-Bourassa, vice-président de la Fédération des enseignants du diocèse de Mont-Laurier, membre du conseil provincial de la Corporation des enseignants du Québec, membre du comité provisoire de création du Cégep Lionel-Groulx, membre de la mission 27 de la région de l'Outaouais chargée du regroupement des commissions scolaires élémentaires et vice-président de l'Association des cadres scolaires (toujours dans la région de l'Outaouais) de 1972 à 1973. Il est également président du conseil d'administration de l'Hôpital Notre-Dame-de-Sainte-Croix à Mont-Laurier de 1971 à 1973, membre du conseil d'administration, puis vice-président du conseil régional de l'Association des hôpitaux de la province de Québec, membre du conseil d'administration de Québec-Canada, membre des Chevaliers de Colomb et vice-président du Club Richelieu de Mont-Laurier.

## Carrière politique
De 1970 à 1973, il est vice-président de l'Association libérale de Labelle et secrétaire de l'Association libérale de Laurentides-Labelle en 1973. La même année, il se présente comme candidat libéral dans la circonscription Laurentides-Labelle, élection qu’il remporte. Il est défait trois ans plus tard, en 1976. En novembre 1997, il est élu maire de Mont-Saint-Michel dans les Laurentides. En novembre 2005, il devient préfet de la municipalité régionale de comté d’Antoine-Labelle.

## Vie après la politique
De 1976 à 1979, il est coordonnateur en mesures et évaluation, puis directeur des services éducatifs à la Commission scolaire régionale Henri-Bourassa de 1979 à 1982. Il est également directeur des services éducatifs, de 1982 à 1985, puis directeur général de la Commission scolaire Pierre-Neveu de 1985 à 1997. Il est aussi courtier en placements chez Lévesque Beaubien et Valeur mobilières Desjardins de 1998 à 2003. 